# Мансур, Мустафа
Мустафа Камель Мансур (2 августа 1914 — 24 июля 2002) — египетский футболист, играл на позиции вратаря за Египет на чемпионате мира 1934. Он также примечателен тем, что стал одним из первых легионеров шотландской лиги не с Британских островов.

## Биография
Мансур играл за каирский клуб «Аль-Ахли», благодаря хорошим выступлениям в 1934 году он был вызван на Кубок мира в Италию. Он сыграл только в одном матче Египта на турнире, в первом туре в Неаполе Египет со счётом 4:2 проиграл Венгрии.
Мансур также играл за Египет на летних Олимпийских играх 1936 года в Берлине.
Тренером Египта на Кубке мира был шотландец, Джеймс Макрей, и он, возможно, повлиял на решение Мансур переехать в Шотландию в 1936 году для учёбы в Джорданхиллском колледже. Во время учёбы в Глазго Мансур играл за тогда ещё любительский клуб «Куинз Парк», он стал основным вратарём команды после окончания карьеры будущим президентом «Селтика», Десмондом Уайтом, во время 1938/39 сезона.
Мансур вернулся в Египет во время Второй мировой войны, позже он тренировал свой бывший клуб, «Аль-Ахли», а также стал министром правительства.
Он умер в июле 2002 года, за месяц до своего 88-го дня рождения. Всего за несколько недель до своей смерти он дал интервью «BBC Sport» во время их визита в Каир в преддверии чемпионата мира, прошедшего летом в Японии и Южной Корее.